# マリアナヒラハシ
マリアナヒラハシ（Myiagra freycineti）は、スズメ目カササギヒタキ科に属する鳥類の一種である。グアム島に分布していたが、すでに絶滅した。

## 形態
体長13cmの小型のカササギヒタキの仲間でオスとメスで色が異なる。オスは、上に光沢のある青黒で、メスは茶色がかった灰色。どちらも下が白く、胸が朱色。長い毛があり、食べ物を見つけるのにも効率が良かったという。寿命は2年から4年。4月になると活動する。

## 絶滅
マリアナヒラハシは、主に石灰岩と渓谷の森で生息していた。グアム島に誤って持ち込まれたミナミオオガシラという樹上性の蛇に捕食されたことが絶滅の原因になったという。1983年にサンタローザ地域で発見された個体が最後の記録である。
鳥類には、木の実を食べてその種を運ぶという重要な役割があるが、1980年代半ばまでに、マリアナヒラハシを含む、グアム原産の鳥12種中10種が絶滅した。グアムヒラハシ(英語版)は世界的にも絶滅している。
2021年までに見つけられた鳥は、1羽もいない。